# معارضة حرب 1812 في الولايات المتحدة

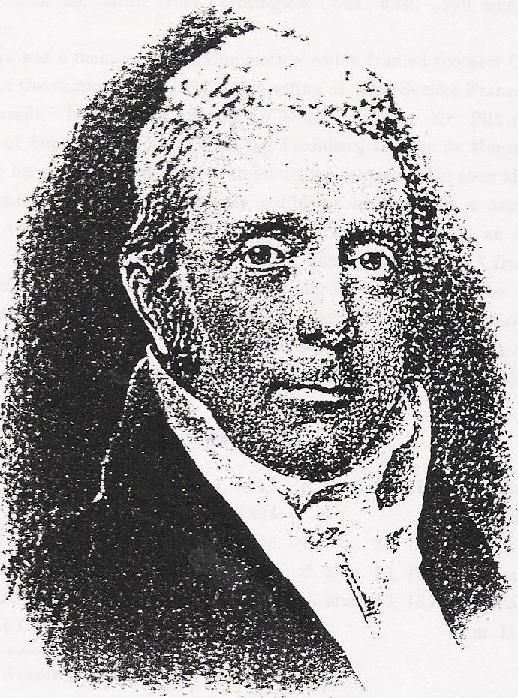
TimothyPitkin

كانت معارضة حرب 1812 منتشرة على نطاق واسع في الولايات المتحدة، وخاصة في نيو إنجلاند. عارض العديد من سكان نيو إنجلاند الصراع على أسس سياسية، واقتصادية، ودينية. عندما فشل قانون الحظر لعام 1807 في معالجة الوضع مع المملكة المتحدة، رفضت بريطانيا إلغاء الأوامر في مجلس عام 1807، وواصل الفرنسيون بالعمل في قراراتهم. شعر بعض الجمهوريين الديمقراطيين المعروفين باسم صقور الحرب بأنهم مجبرون على إقناع حكومة الولايات المتحدة بإعلان الحرب على البريطانيين. أطلق على هذه المعارضة عدد من المعاصرين اسم «الحرب الثانية من أجل الاستقلال». دفع هنري كلاي وجون كالهون إعلان الحرب من خلال الكونجرس، مشددان على ضرورة الحفاظ على شرف الولايات المتحدة واستقلالها. وفي حديثه عن تأثير تجارة القطن على زملائه الجنوبيين، قال كالهون للكونجرس:
هم يرون في انخفاض أسعار منتجاتهم يد الظلم الأجنبي. ويعرفون جيدًا أنه بدون تدفق السوق في القارة، فإن التيار العميق والثابت للإمداد سيغمر بريطانيا العظمى. هم ليسوا مستعدين كي تقوم دولة استعمارية مثل بريطانيا العظمى بتحجيمنا. لن تخضع الروح الرجولية لهذا القسم من البلاد للتنظيم من قبل أي قوة أجنبية.
اندلعت احتجاجات عنيفة ضد «حرب مستر ماديسون» في تلك الأجزاء من البلاد حيث كان حزب المعارضة، الفدراليون، يسيطرون، وخاصة في ولاية كونيتيكت وماساتشوستس. رفض حكام هاتين الولايتين، جنبًا إلى جنب مع رود آيلاند، وضع مليشيات دولتهم تحت السيطرة الفيدرالية لأداء مهامهم خارج أراضي ولايتهم. في انتخابات مجلس النواب في الولايات المتحدة 1812 و 1813، دفع بعض أعضاء الكونجرس الذين صوتوا لصالح الحرب الثمن.

## المعارضة الشعبية
عند اندلاع الحرب، كان هناك مقاومة واسعة النطاق من قبل العديد من الأمريكيين، حيث رفضت العديد من الميليشيات خوض الحرب، حتى أن المصرفيين رفضوا دعم عملة فيدرالية وإعفاء الحكومة من ديونها. أعادت صحيفة في ماساتشوستس، سالم جازيت، طبع عمل ماديسون الفيدرالية رقم 46، والذي قدم فيه ماديسون حجة الدفاع عن حقوق الدول ضد حكومة وطنية، ردًا على محاولة الحكومة الوطنية بالضغط على ميليشيا الدولة للخدمة الوطنية. في حين أن الروح الوطنية قدمت الدعم للحرب، خارج معاقل الفيدرالية، مع استمرار الحرب عانت الولايات المتحدة من انتكاسات متكررة على الأرض. نتيجة لذلك، قل عدد مجموعات متطوعي الجيش. على سبيل المثال، بعد أن استولى البريطانيون على حصن نياجرا، حاول الجنرال جورج مكلور استدعاء الميليشيا المحلية لإعادتهم، لكنه وجد أن معظمهم لن يستجيبوا، ومتعبين من المشاريع المتكررة وإخفاقاته السابقة. كتب مكلور أن حتى أولئك الذين ظهروا كانوا أكثر اهتمامًا في «العناية بأسرهم وممتلكاتهم، بدلاً من مساعدتنا في القتال». كانت هناك العديد من الأمثلة عن الميليشيات الأخرى التي رفضت دخول كندا، حيث أنهم إما قاموا بعصيان أو ببساطة رفضوا الأوامر بالانتقال إلى الأراضي الكندية. حتى أن الآراء السياسية عرقلت الاتصال بين الضباط في بداية الحرب. ظهر هذا في جهود التوظيف الوطنية أيضًا. بينما سمح الكونجرس لوزارة الحرب بتجنيد 50000 متطوع لمدة عام واحد، وعُثر على 10000 فقط، ولم يصل الجيش أبدًا إلى نصف قوته المصرح بها. اقتُرحت خطة تجنيد وطنية جديدة في الكونجرس، لكنها أُلغيت بمساعدة دانيال ويبستر، على الرغم من تمرير العديد من الولايات سياسات التجنيد الإجباري.